# Kletternder Giftsumach

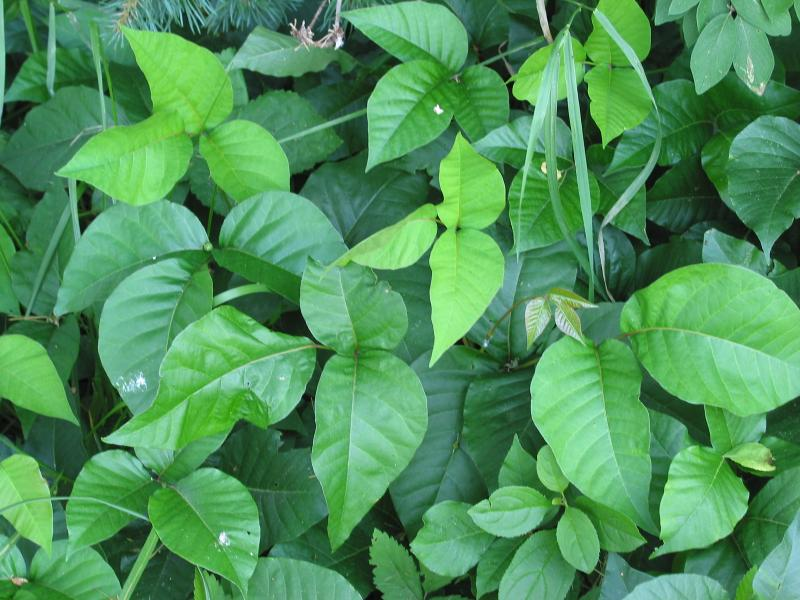
Blätter

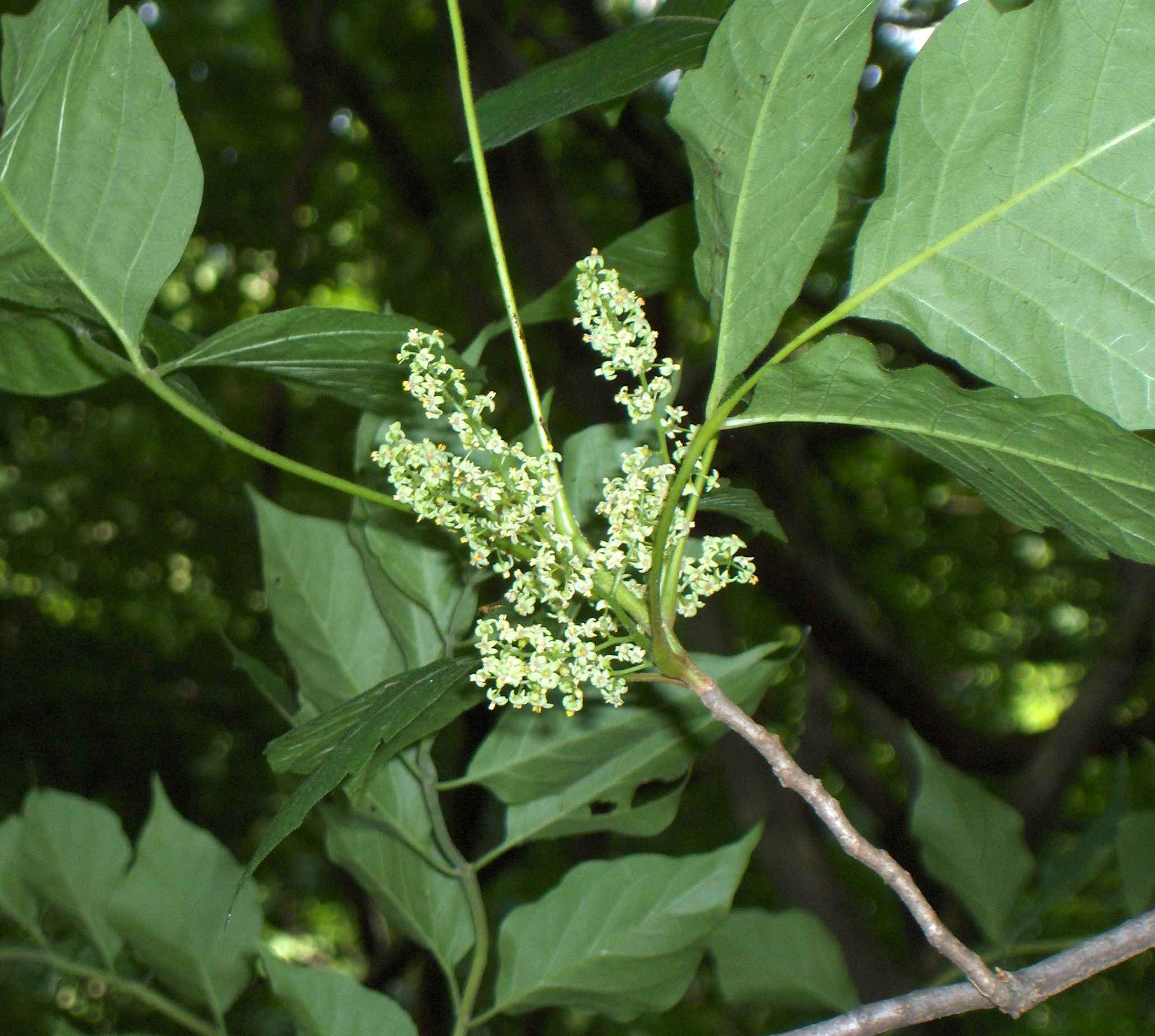
Blütenstand

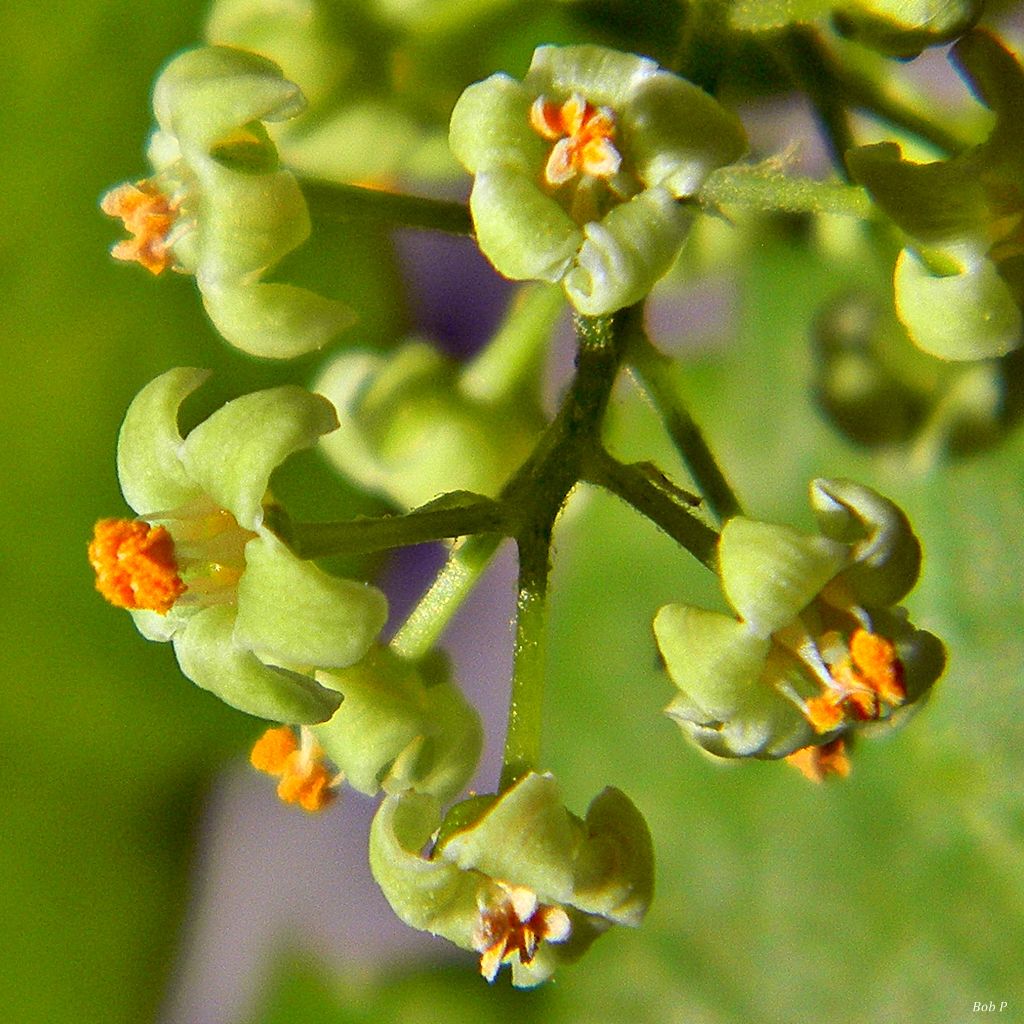
Blüten

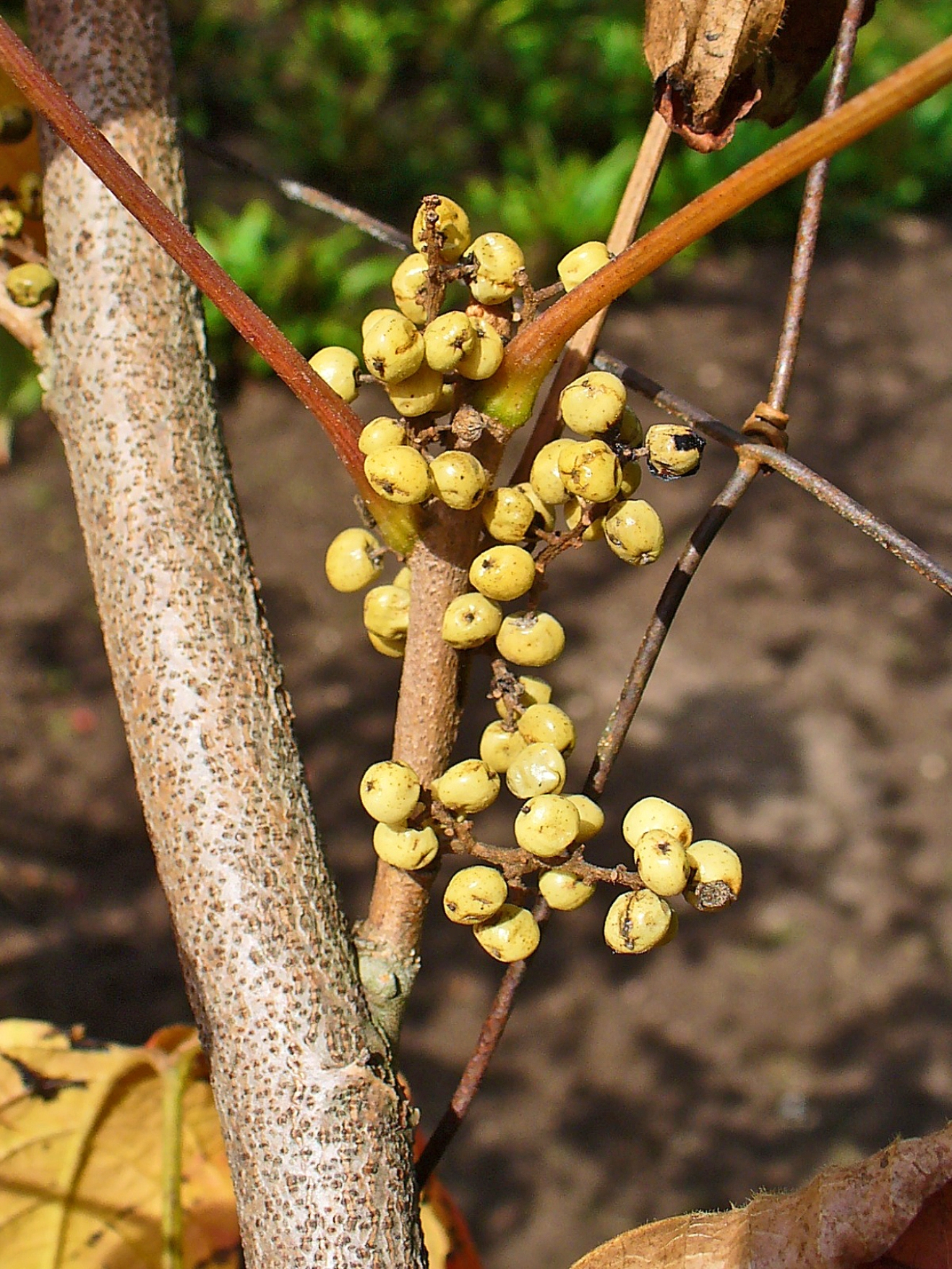
Früchte

Der Kletternde Giftsumach (Toxicodendron radicans, häufiges Synonym: Rhus radicans) ist eine Pflanzenart in der  Familie der Sumachgewächse (Anacardiaceae).
Der Kletternde Giftsumach (Toxicodendron radicans) wird im Englischen oft Poison Ivy („Giftefeu“) genannt, ist jedoch mit den echten Efeuarten der Gattung Hedera nicht näher verwandt. Er ist zudem zu unterscheiden vom Eichenblättrigen Giftsumach (Toxicodendron pubescens Mill., Syn.: Rhus toxicodendron L.), im Englischen oft Atlantic Poison Oak („Gifteiche“) genannt, sowie von der Gifteiche (Toxicodendron diversilobum, Syn.: Rhus diversiloba), im Englischen oft Pacific Poison Oak oder Western Poison Oak genannt; vor beiden wird oft undifferenziert zusammengefasst wie vor Poison Ivy gewarnt.

## Beschreibung
Der Kletternde Giftsumach ist ein laubabwerfender, am Boden kriechender bis aufrechter oder mit Haftwurzeln kletternder, giftiger Strauch mit spärlich behaarten oder kahlen Trieben. Die wechselständigen und gestielten Laubblätter sind dreizählig gefiedert. Die kürzer oder länger gestielten Blättchen sind eiförmig bis rhombisch, 5 bis 12 Zentimeter lang, spitz bis zugespitzt mit spitzer bis abgerundeter oder gestutzter Basis und ganzrandigem oder feiner oder gröber gesägtem bis gezähntem, seltener entfernt gekerbtem oder gebuchtetem, teils gelapptem bis seltener geteiltem Blattrand. Die Blattoberseite ist dunkelgrün, kahl und glänzend, die Unterseite ist mehr oder weniger behaart.
Toxicodendron radicans ist zweihäusig diözisch. Die Blüten sind meist funktionell eingeschlechtlich. Die kleinen, grünlich-weißen bis grünlichen und kurz gestielten, fünfzähligen Blüten mit doppelter Blütenhülle wachsen in kurzen, 5 bis 6 Zentimeter langen, achselständigen, reichblütigen Rispen. Sie blühen im Juni und Juli. Die kleinen, weißlichen bis gelblichen-grünen oder gelb-braunen, feinrippigen Steinfrüchte sind kahl oder kurz borstig behaart.
Die Chromosomenzahl beträgt 2n = 30.

## Inhaltsstoffe und Giftwirkung
Der Kletternde Giftsumach enthält wie auch andere nordamerikanische Vertreter seiner Gattung Urushiole in seinem Harz, die sich mit Proteinen der Haut verbinden und damit eine allergische Reaktion auslösen können, die zu einer Entzündung mit Schmerzen, Erwärmung, Hautrötung und Schwellungen führen kann. Menschen reagieren sehr unterschiedlich auf die Inhaltsstoffe, doch nimmt die Empfindlichkeit mit dem Alter zu.

## Verbreitung
Das natürliche Verbreitungsgebiet liegt in Mexiko und Mittelamerika sowie in den östlichen USA bis Kanada. Weiter auf den Bahamas, den Bermudas und in China, Taiwan und Japan sowie auf den Kurilen und auf Sachalin. 2009 trat die Pflanze erstmals in Bayern (Dachau) und 2016 erstmals in Österreich (Graz) auf. In der Schweiz wurde die Pflanze aufgrund ihres Ausbreitungspotenzials und der Schäden in den Bereichen Biodiversität, Gesundheit bzw. Ökonomie in die Schwarze Liste der invasiven Neophyten aufgenommen.
Der Kletternde Giftsumach wächst in Heide- und Dünenlandschaften, auf mäßig trockenen bis frischen, sauren bis schwach sauren, mäßig nährstoffreichen Böden an licht- bis halbschattigen, kühl gemäßigten Standorten. Die Art ist mäßig frosthart. Das Verbreitungsgebiet wird der Winterhärtezone 4 zugeordnet mit mittleren jährlichen Minimaltemperaturen von −34,4 bis −28,9 °C (−30 bis −20 °F).

## Systematik
Der Kletternde Giftsumach (Toxicodendron radicans) ist eine Art aus der Gattung Toxicodendron in der Familie der Sumachgewächse (Anacardiaceae). Dort wird die Gattung der Unterfamilie Anacardioideae zugeordnet. Die Vertreter der Gattung werden manchmal auch der Gattung Rhus zugeordnet. Die Art wurde 1753 von Carl von Linné als Rhus radicans in Species Plantarum Band 1, Seite 266 erstmals wissenschaftlich beschrieben. Carl Ernst Otto Kuntze ordnete die Art 1891 in Revisio Generum Plantarum vascularium Band 1, Seite 153 der Gattung Toxicodendron zu. Das Epitheton radicans bedeutet „Wurzeln bildend“.
Es werden mehrere Unterarten unterschieden, darunter:
- Toxicodendron radicans subsp. eximium (Greene) Gillis, mit einem Verbreitungsgebiet in den Vereinigten Staaten und Mexiko[6]
- Toxicodendron radicans subsp. hispidum (Engl.) Gillis, in Asien[13]
- Toxicodendron radicans subsp. radicans, in Kanada, den Vereinigten Staaten und in der Karibik[6]
- Toxicodendron radicans subsp. verrucosum (Scheele) Gillis in den Vereinigten Staaten und Mexiko[6]

## Verwendung
Der Kletternde Giftsumach wird nur sehr selten verwendet. Trotz der Giftigkeit der Art und der Wirkung auf die Haut wurde von verschiedenen Anwendungen der indigenen Bevölkerung berichtet, darunter die Herstellung von Körben und das Einfärben von Textilien.